# 柯比鎮區 (北卡羅萊納州北安普頓縣)
柯比鎮區（英語：Kirby Township）是位於美國北卡羅萊納州北安普頓縣的一個鎮區。

## 地方資料
柯比鎮區的面積為218.59平方千米，皆為陸地。根據2020年美國人口普查的數據，當地共有人口3056人，而人口密度為每平方千米13.98人。